# Lactobacillus reuteri
Espèce
Lactobacillus reuteri est une bactérie lactique de la famille des Lactobacillaceae,.
Ce lactobacille est naturellement présent dans le tractus gastro-intestinal, dans la cavité buccale et sur la muqueuse vaginale des humains et d'autres animaux. Il est même considéré comme une des rares espèces indigènes de Lactobacillus de l'homme. Il a aussi été isolé dans le lait, les fromages, les saucissons et le levain panaire,.
Lb. reuteri est considéré comme une bactérie lactique probiotique,

## Description
- en forme de bâtonnet un peu courbe, aux extrémités arrondies de 2,0-3,0 µm de long
- apparaissant isolée, en paires ou en petits groupes
- non mobile
- hétérofermentaire obligatoire (la voie phosphocétolase de la fermentation des sucres produit de l'acide lactique racémique D-L, du CO2, de l'acétate et/ou de l'éthanol)
- anaérobie (tolérant l'oxygène mais se développe beaucoup plus rapidement en passant en anaérobiose)
- la température optimum de croissance [7] se situe entre 37 °C et 42 °C
- le pH optimum est entre 6,0 et 6,8 (mais elle ne peut plus croître en dessous de pH 4,5 et ne fait que survivre à pH 2,5)
- produisant de la reuterine et de la reutericycline, des substances antimicrobiennes
- produisant de l'ammoniac NH3 à partir d'arginine
- dont le génome contient 38,9 % de paires GC (et Lb. fermentum 51,5 %)
- en tant que Lactobacillus, elle est Gram-positive et non sporulée

Lb. reuteri ne peut pas coaguler le lait et donc n'y trouve pas des conditions favorables de développement. Il semble avoir peu ou pas d'activité protéolytique.

## Étymologie et histoire
Le nom d'espèce reuteri renvoie à Gerhard Reuter (d) (1929-2019), vétérinaire et bactériologiste allemand dont les travaux ont permis de distinguer Lb. reuteri de Lb. fermentum.
En 1962, Lerche et Reuter furent les premiers à isoler ce qu'on nomme actuellement Lb. reuteri et qu'ils classèrent à l'époque comme Lactobacillus fermentum biotype II. Puis en 1980, Kandler et Stetter suggérèrent que ce biotype était une nouvelle espèce nommée Lactobacillus reuteri. Mais comme il est impossible de distinguer Lb. fermentum de Lb. reuteri sur des critères purement biochimico-physiologiques, il fallut attendre le développement des techniques d'analyse génétique pour trouver des caractères distinctifs indiscutables comme le pourcentage de paires G+C dans l'ADN, la nature des peptidoglycanes et la mobilité électrophorétique.

## Métabolisme
Le lactobacille L.reuteri est une bactérie gram-positif qui appartient au vaste groupe des bactéries lactiques. Celles-ci forment une famille dont le lien de parenté est une fonctionnalité métabolique commune (la production d’acide lactique en tant que produit métabolique final du métabolisme des glucides) et des caractères physiologiques communs. Elles sont préférentiellement anaérobies tout en étant aérotolérantes, acidophiles et uniquement fermentatives.
Le séquençage de l'ADN de la souche JCM 1112T Lb. reuteri produisant de la reuterine (Morita et al), donne des critères de distinction de l'espèce proche Lb. fermentum. Leur génome est constitué d'un seul chromosome, mais celui de Lb. reuteri est constitué de 2 039 414 paires de bases, alors que celui Lb. fermentum IFO3956 en contient 2 098 685 pb. Il n'a pas en général de plasmide, sauf toutefois pour quelques souches qui peuvent avoir des plasmides codant un marqueur de résistance antibiotique.
La souche JCM 1112T contient diverses systèmes de phosphotransférases de glucides PTS, capables de transférer les sucres du milieu extérieur à l'intérieur de la cellule (comme le cellobiose, galactitol, mannose et saccharose). Elle utilise ensuite la voie de la phosphocétolase pour la fermentation des sucres en lactate, acétate, éthanol et CO2, ce qui détermine son caractère hétérofermentaire. Mais comparée aux autres lactobacilles, Lb. reuteri n'a apparemment qu'une capacité réduite à utiliser les sucres.
Il existe dans Lb. reuteri, un ensemble de gènes codant la reuterine et la cobalamine (vit. B12). La glycérol déshydratase convertit le glycérol en reuterine in vivo suggérant que l'effet probiotique de la reuterine pourrait avoir lieu dans l'intestin quand le glycérol est présent. La biosynthèse de la cobalamine (codée par un ensemble de gènes) est nécessaire à l'activité de la glycérol déshydratase.
Le lactobacille de Reuter a développé une combinaison de moyens pour inhiber les micro-organismes pathogènes : production d'acides lactique et acétique, d'acides gras à courte chaîne, de peroxyde d'hydrogène et de substances antimicrobiennes.

## Écologie
Lb. reuteri a été isolé directement du tractus gastro-intestinal ou des selles des humains. La flore du jéjunum (partie centrale de l'intestin grêle) a pu être étudiée grâce à des prélèvements effectués lors d'interventions chirurgicales. Les principaux lactobacilles sont Lb. fermentum, Lb. reuteri, Lb. gasseri, Lb. salivarius.
Le lactobacille de Reuter a aussi été isolé chez le poulet, le porc, l'agneau, les rongeurs, le vison, etc.. Parmi les 18 espèces d'entérolactobacilles isolés et identifiés par Mitsuoka chez huit mammifères différents, seul Lb. reuteri se retrouve chez toutes les espèces et c'est un des rares lactobacilles hétérofermentaires (produisant du gaz) de l'intestin humain.
Au cours de l'évolution, les vertébrés ont développé des mécanismes pour préserver les microbes dont ils tiraient bénéfices (nutriments, défense, régulation des réponses immunitaires) et inversement les lactobactéries intestinales ont développé des traits hautement adaptés à la vie dans le tractus digestif (ainsi que l'analyse comparative des génomes l'a montré). Il est généralement postulé qu'il y a eu coévolution, c'est-à-dire adaptation réciproque entre les hôtes et les communautés microbiennes très spécifiques qu'ils hébergent. En ce qui concerne le Lb. reuteri, l'analyse génétique de 165 souches trouvées chez six espèces différentes d'hôte (homme, souris, rat, cochon, poulet et dinde) révèle une hétérogénéité génétique importante comportant des clades monophylétiques réfléchissant l'origine de l'hôte. Des clones spécifiques de Lb. reuteri sont dominants dans des espèces hôtes particulières. On suppose que ce sont les soins maternels des mères à leurs petits qui assurent la transmission des Lb. reuteri.
La présence de la bactérie Lactobacillus reuteri dans le lait maternel a été étudiée chez 220 femmes allaitantes vivant en zones urbaines ou rurales dans sept pays (Suède, Israël, Afrique du Sud, Japon, Pérou, Corée du Sud, Danemark). Sur l'ensemble, chez seulement 15 % des mères, le lactobacille Lb. reuteri est détectable. C'est au Japon que le lait maternel est le plus colonisé. Aucune différence significative n'a été trouvé entre les zones rurales et urbaines (resp. 14 % et 15 %).
En fait, d'après Molin et al (1993), il semblerait que seuls 4 % des sujets humains hébergent Lb. reuteri sur la muqueuse du tractus digestif. D'après l'étude menée auprès de 75 individus, cette équipe suédoise a isolé sur la muqueuse intestinale : Lactobacillus casei subsp. rhamnosus (17 % des patients), Lb. salivarius susp. salivarius (9 %), Lb. casei subsp. pseudoplantarum (5 %), Lb. plantarum (5 %) et Lb. reuteri (4 %), etc. Il semblerait que la prévalence de Lb. reuteri était plus élevée au milieu du siècle passé. Par contre, Lb. reuteri est l'espèce la plus abondante du tube digestif des cochons, rongeurs et poulets.

## Probiotique
Pour être bénéfique à la santé, une préparation bactérienne probiotique doit idéalement persister longtemps dans le tractus digestif et produire des substances capable d'inhiber les pathogènes gastro-intestinaux ou de stimuler l'immunité de manière à accroître la résistance aux infections.

### Sûreté
La tolérance du L.reuteri a été testée auprès des nourrissons, des enfants, des adultes, et des immuno-déficients (patient HIV). Aucun effet secondaire grave n’a été noté jusqu’au dosage maximal, et aucune modification significative n’a été observée dans les résultats des tests laboratoires (bilan sanguin, urinaire, métabolique, fonction du rein) des patients ayant pris le L.reuteri, et ceux à qui ont été donnés des placebos.

### La reuterine, un agent anti-microbien
Vers la fin des années 1980, Dobrogosz, Casas et leurs collègues ont découvert que le Lb. reuteri produisait une substance antibiotique d’un large spectre qu'ils ont nommé la reuterine.
Il a été constaté que la reuterine inhibe la croissance de certaines bactéries nocives à Gram-négatif et à Gram-positif, sans détruire la flore intestinale de bactéries lactiques. Il suffit en effet d'une concentration de 15-30 μg/ml pour inhiber les bactéries Gram+ et Gram-, les levures, fungi et protozoaires alors qu'il faut une concentration 4 à 5 fois plus forte pour tuer les bactéries lactiques.
Début 2008, il a été confirmé que le Lb. reuteri était capable de produire de la reuterine dans le tractus gastro-intestinal, et que ceci améliorerait sa capacité à inhiber la croissance de Escherichia coli.
Une autre substance antimicrobienne produite par Lb. reuteri LTH2584 a été découverte par Gänzle et al., en 2000. Il s'agit d'un dérivé de l'acide tétramique, nommé reutericycline, à large spectre bactériostatique ou bactériocide.

### Effets sur les coliques du nourrisson
L’un des effets les plus prouvés du Lb. reuteri est le traitement de la diarrhée causée par un rotavirus, le plus souvent chez le jeune enfant. Le traitement de ces diarrhées par le Lb. reuteri réduit considérablement la durée de la maladie, en comparaison avec un traitement placebo. Le Lb. reuteri peut aussi avoir une action prophylactique : les enfants prenant du L.reuteri même quand ils ne sont pas malades, ont moins de chance de l’attraper. Concernant la prévention d’infections intestinales, la recherche a montré que le Lb. reuteri s’avérait plus puissant que d’autres organismes probiotiques.
Le L.reuteri constitue également un traitement efficace contre les coliques du nourrisson. Sur une période de plusieurs semaines, l’administration de Lb. reuteri à des nourrissons souffrant de coliques a provoqué la diminution de la durée quotidienne des pleurs. Le Lb. reuteri a été beaucoup plus favorable à la diminution du temps de pleurs du nourrisson en comparaison avec un traitement standard à base de siméthicone et versus placébo. L’effet du Lb. reuteri sur les coliques du nourrisson pourrait être lié aux changements induits dans le microbiote fécal, particulièrement le E.coli. Ces découvertes éclairent d’un nouveau jour le rôle d’une flore bactérienne indépendante dans la pathogénie des coliques infantiles et son potentiel pour la combattre avec des compléments probiotiques, notamment le L.reuteri.

### Santé générale
En protégeant contre de nombreuses infections courantes, le Lb. reuteri favorise le bien-être général à la fois chez les enfants et chez les adultes. Une étude randomisée en double aveugle dans des centres de soins pour enfants, ont prouvé que les nourrissons nourris au Lb. reuteri tombent moins souvent malades, nécessitent moins de visites chez le médecin, et sont moins absents de la garderie, en comparaison avec le placebo ou le probiotique Bifidobacterium lactis.
Des résultats similaires ont été prouvés chez les adultes, ceux consommant du Lb. reuteri de manière quotidienne ont moins d'arrêts maladie que le groupe témoin consommant le placebo à leur insu.

### Santé bucco-dentaire
Une autre souche du Lb. reuteri, isolée de la flore buccale, peut également améliorer la santé dentaire, en luttant contre le Streptococcus mutans, une bactérie responsable de la carie dentaire. Une comparaison de plusieurs bactéries probiotiques a permis de constater que le Lb. reuteri est la seule espèce parmi les espèces testées en mesure de bloquer le Streptococcus mutans. D’autres essais cliniques ont prouvé depuis que les personnes ayant déjà du Lb. reuteri dans la surface buccale (via supplémentation alimentaire) abritaient nettement moins de S. mutans nuisibles. Étant donné la courte durée pendant laquelle ces études ont été effectuées, il n'est pas encore effectivement prouvé que le Lb. reuteri puisse réellement prévenir la carie.
Une comparaison de l'usage de différents Lactobacillus sur la formation de biofilm par Streptococcus mutans a montré que l'effet inhibiteur maximum était obtenu avec les souches Lb. reuteri SD2112 et Lb. rhamnosus GG. Mais des cellules viables de S. mutans peuvent être détectées sur les biofilms dans les expériences avec Lb. reuteri indiquant que les souches de ce lactobacille sont moins efficaces pour tuer S. mutans.
La gingivite peut également être évitée grâce à une prise de Lb. reuteri. Les patients atteints de gingivite sévère ont montré une diminution des saignements de la gencive, de la formation de plaque, et des autres symptômes associés à la gingivite par rapport au placebo après la consommation de chewing-gum contenant du Lb. reuteri

### Résultats sur les modèles animaux
Les études scientifiques qui nécessitent de nuire à des sujets (en les exposant par exemple, à un virus dangereux) ne peuvent évidemment pas être effectuées sur des humains. Par conséquent, un bon nombre des bénéfices du L.reuteri n’ont été étudiés que sur des espèces animales comme le porc et la souris. Compte tenu de la similitude des espèces de mammifères, il est probable - mais pas scientifiquement prouvé - que ces bénéfices soient valables pour les êtres humains.

#### Protection contre les agents pathogènes
Le L.reuteri confère un haut niveau de résistance à l'agent pathogène de Salmonella typhimurium, ayant réduit de moitié les taux de mortalité chez la souris. La même chose est vraie pour les poulets et les dindes ; le L.reuteri modère de manière importante la mortalité causée par cet agent pathogène alimentaire dangereux.
Le L.reuteri est également efficace pour empêcher les souches de E.coli néfastes de se répandre. Une étude réalisée chez des poulets a montré que le L.reuteri est plus puissant que l'antibiotique gentamicine à prévenir des décès liés à E.coli. Les protozoaires parasites Cryptosporidium parvum provoquent de graves diarrhées liquides, qui peuvent devenir mortelles si le patient est immunodéprimé (comme chez les individus atteints du VIH). Le L.reuteri est connu pour diminuer les symptômes de Cryptosporidium parvum chez la souris et les porcs. Étant donné qu'il n'existe pas de traitement direct contre le C. parvum (l'antibiotique paromomycine a un effet limité), le L.reuteri peut s'avérer utile pour protéger les patients souffrant de cette maladie.
Certains effets protecteurs contre la levure Candida albicans ont été trouvés chez la souris, mais dans ce cas, le L.reuteri a un effet moindre que celui d'autres organismes probiotiques tels que Lactobacillus acidophilus et Lactobacillus casei.

#### Effet sur les traumatismes induits par des produits chimiques
Le traitement des tissus du côlon des rats avec de l'acide acétique provoque une lésion similaire à la colite ulcéreuse chez les humains. Le traitement des tissus lésés avec du L.reuteri renverse tous les mauvais effets. Cela induit que le L.reuteri peut être bénéfique pour le traitement des humains atteints d’une colite.En plus de son rôle dans la digestion, la paroi intestinale est également vitale pour prévenir la fuite des bactéries nocives, les endotoxines, etc., dans la circulation sanguine. Cette fuite, ou translocation de bactéries, est très dangereuse et peut conduire à des conditions mortelles telles que la septicémie. Chez l'homme, la translocation est plus susceptible de survenir à la suite des événements tels que des lésions hépatiques ou l'ingestion de certains poisons. Dans les études chez les rongeurs, il a été prouvé que le L.reuteri réduit considérablement le volume de la translocation bactérienne, soit après l'ablation chirurgicale du foie ou l'injection de [D-galactosamine], un produit chimique qui provoque également des dommages au foie.Le méthotrexate, médicament anti-cancéreux peut être à l’origine d’une entérocolite sévère lorsqu’il est administré à fortes doses. Le L.reuteri atténue considérablement les symptômes de l'entérocolite induite par le méthotrexate chez les rats, des symptômes parmi lesquels est renférencée la translocation bactérienne.